# Nyctiophylax meridionalis
Nyctiophylax meridionalis is een schietmot uit de familie Polycentropodidae. De soort komt voor in het Afrotropisch gebied.